# Eugene Meyer
 (octobre 2022).
Si vous disposez d'ouvrages ou d'articles de référence ou si vous connaissez des sites web de qualité traitant du thème abordé ici, merci de compléter l'article en donnant les références utiles à sa vérifiabilité et en les liant à la section « Notes et références ».
Pour les articles homonymes, voir Meyer.
Eugene Isaac Meyer (31 octobre 1875 à Los Angeles - 17 juillet 1959 à Washington) est un banquier et homme de presse américain.

## Biographie
Né à Los Angeles, en Californie, il est l'un des huit enfants de Marc Eugene Meyer et Harriet Newmark. Ses parents étaient juifs, mais il a évité de se présenter en tant que Juif jusque tard dans la vie. Il grandit à San Francisco, fréquente le collège à l'université de Californie à Berkeley, mais il abandonne après un an et s'inscrit à l'université Yale. Il reçoit son A.B. en 1895.
Après ses études, Meyer alla travailler dans la banque Lazard Frères, où son père était un partenaire. Il quitta la banque en 1901. Devenu investisseur et spéculateur avec succès, il siège au New York Stock Exchange.
Le président Calvin Coolidge le nomme président de la Commission du prêt agricole fédérale en 1927 et Herbert Hoover le promu président du Conseil des gouverneurs de la Réserve fédérale en 1930. Il a occupé ce poste du 16 septembre 1930 au 10 mai 1933.
En 1933, il rachète le Washington Post alors en faillite. Il y investira plusieurs millions de dollars de son argent et réussira à le relancer.
Après la Seconde Guerre mondiale, Harry S. Truman nomme Meyer, alors âgé de 70 ans, pour être le premier président de la Banque mondiale en juin 1946. Après six mois à la Banque mondiale, Meyer redevient le président de la Washington Post Company jusqu'à sa mort à Washington en 1959. Sa femme Agnès est morte en 1970.il est né a washington.